# Buongiorno (azienda)
Buongiorno è una multinazionale che si occupa della creazione e distribuzione di contenuti multimediali per oltre 130 operatori di telefonia fissa, mobile ed internet in tutto il mondo, con una presenza sul territorio, anche grazie a delle joint-venture con altre aziende, ravvisabile in Europa, Stati Uniti, Russia, India, Sud America, Messico, Medio Oriente, Africa e Cina, per un totale di oltre 57 paesi.
Le linee di mercato perseguite tendono, oltre alla gestione dei servizi a valore aggiunto, alla finalizzazione dei servizi di marketing relazionale per le aziende.

## Storia
Buongiorno S.p.A. è stata fondata a Parma da Mauro Del Rio, nel 1999, anche se l'attività era iniziata nel 1995 con l'invio di un'email che dava il "buongiorno" - da cui il nome dell'azienda - a un gruppo di amici.
Nel 2001, Buongiorno ha acquisito l'azienda spagnola MyAlert, operante nell'area della telefonia mobile.
Nel 2003, ha acquisito l'italiana Vitaminic, fondata nel 1999 da Gianluca Dettori e quotata alla Borsa di Milano. La fusione per incorporazione di Buongiorno ha dato origine a Buongiorno Vitaminic S.p.A., e ha portato il marchio Buongiorno in Piazza Affari.
Nel 2004, Buongiorno ha acquisito Gsmbox S.p.A.
Nel 2005, Buongiorno Vitaminic S.p.A. è stata rinominata Buongiorno S.p.A.. Sempre nel 2005, ha acquisito l'azienda francese Freever, operante nell'area delle chat e delle mobile community, e l'olandese Tutch, che è diventata la Ringtone Factory (lo studio di registrazione) del gruppo.
Nel luglio 2007, Buongiorno ha acquisito il 100% di iTouch Ventures Ltd., società anglo/sudafricana attiva nel settore del mobile content. Sempre nel 2007, ha acquisito l'inglese Inventa, che è diventata lo studio di produzione di video per i cellulari.
Successivamente, ha acquisito Rocket Mobile, società statunitense con sede nella Silicon Valley, focalizzata su applicazioni e giochi Qualcomm Brew; HotSMS BV, e FlyTXT, aziende specializzate in servizi di mobile advertising e mobile marketing (attraverso una joint venture con la conglomerata giapponese Mitsui).
Il 29 luglio 2010, Buongiorno ha annunciato l'ingresso nel capitale sociale di Glamoo.
Il Gruppo ha chiuso il 2010 con ricavi a 253 milioni di Euro ed EBITDA a 37 milioni di Euro.
Nel 2012 NTT docomo, divisione dell'azienda giapponese delle comunicazioni, lancia un'OPA non ostile per il suo acquisto, cosa che va a buon fine ad agosto, quando il titolo lascia Piazza Affari. Nel 2017 la società cambia denominazione in Docomo Digital e dal 2018 si trasferisce da Parma a Milano.
Ad agosto 2022 NTT DoCoMo cede la controllata Docomo Digital a Bango PLC.

## Principali partecipazioni

### Società controllate
- Buongiorno.at email services GmbH - Vienna (Austria) - 100%
- Buongiorno MyAlert Bolivia s.r.l. - La Paz (Bolivia) - 99,91%
- Buongiorno MyAlert Servicios de telecomunicaciones Chile - Santiago del Cile (Cile) - 99,91%
- Buongiorno MyAlert Colombia s.r.l Limitada - Bogotà (Colombia) - 99,91%
- Buongiorno Deutschland GmbH - Berlino (Germania) - 100%
- Buongiorno Dijital Iletisim A.S. - Istanbul (Turchia) - 79,66%
- Buongiorno MyAlert Ecuador S.A. - Quito (Ecuador) - 99,91%
- Buongiorno France s.a.s. - Parigi (Francia) - 100%
- Buongiorno Marketing Services Italia S.r.l. - Parma - 100%
- Buongiorno Marketing Services Netherlands B.V. L'Aia (Paesi Bassi) - 100%
- Buongiorni Marketing Services España S.L. - Madrid (Spagna) - 99,91%
- Buongiorno MyAlert Brasil Servicios Celulares Ltda - Rio de Janeiro (Brasile) - 79,92%
- Buongiorno Perù S.r.l. - Lima (Perù) - 99,91%
- Buongiorno USA Inc. - Miami (USA) - 81,04%
- Buongiorno UK Ltd. - Londra (Regno Unito) - 100%
- DioraNews S.a.s. - Parigi (Francia) - 100%
- Freever S.A. - Parigi (Francia) - 100%
- Freever UK Ltd. - Londra (Regno Unito) - 100%
- Gsmbox S.r.l. - Parma - 100%
- MyAlert S. de R.L. de C.V. - Città del Messico (Messico) - 99,91%
- MyAlert.com S.A. - Madrid (Spagna) - 99,91%
- Peoplesound.com Ltd. - Londra (Gran Bretagna) - 100%
- Peoplesound.de GmbH - Monaco di Baviera (Germania) - 100%
- Rocket Mobile Inc. - Los Gatos (USA) - 81,04%
- Tutch Media Mobile B.V. - L'Aja (Paesi Bassi) - 100%
- Tutch Media Mobile USA Inc. - Delaware (USA) - 100%

### Società collegate
- Buongiorno Hong Kong Ltd. - Hong Kong - 49%
- Inches Music Group S.r.l. - Parma - 35%

Le partecipazioni sono complessivamente valutate nel bilancio della capogruppo al 31 dicembre 2008 circa 180,8 milioni di Euro.

## Dati economici e finanziari
Dal bilancio al 31 dicembre 2009, il gruppo Buongiorno ha un capitale investito consolidato di circa 205,5 milioni di Euro, con un patrimonio netto di circa 158,1 milioni di Euro, un fatturato consolidato di circa 259,5 milioni di Euro ed un utile netto consolidato di circa 7,1 milioni di Euro.
Nell'esercizio 2009 il gruppo Buongiorno ha occupato mediamente 1.004 dipendenti.

## Controversie
Nel 2000 l'azienda "Buongiorno" ha denunciato la rivista on-line Punto Informatico per diffamazione. La rivista on-line è stata condannata nel 2002 a pagare un indennizzo di oltre 51.000 euro. 
L'azienda è stata più volte accusata di spam.
Nel 2004 "Buongiorno Vitaminic" è stata denunciata dalla Guardia di Finanza per illecito trattamento dei dati personali. Nel 2006, il Garante per la protezione dei dati personali ha vietato alla società Buongiorno Vitaminic s.p.a. "ogni ulteriore trattamento illecito dei dati personali" acquisiti.
Il 16 dicembre 2010 Andrea Casalini e Carlo Giuseppe Frigato, rispettivamente amministratore delegato e direttore finanziario della multinazionale Buongiorno Vitaminic, sono stati condannati in primo grado per attività di spamming. I due dovranno scontare nove mesi di reclusione per aver mandato e-mail non richieste a 180.000 utenti e sono stati assolti dall'accusa di frode informatica. La società ha manifestato l'intenzione di ricorrere in appello.
Il 18 aprile 2012, la trasmissione televisiva Le Iene manda in onda un servizio di Mauro Casciari: quest'ultimo chiede spiegazioni ai vertici della società perché diverse persone denunciano di aver ricevuto dei messaggi promozionali al costo di 50 centesimi senza aver mai richiesto l'attivazione del servizio. Dopo numerosi tentativi, Casciari riesce solo ad ottenere un indirizzo e-mail a cui poter inviare una richiesta di spiegazioni.
Il 19 aprile 2012, Buongiorno replica al servizio denuncia di Le Iene “SMS mai richiesti” con una nota ufficiale di smentita.